# WH Group
WH Group (anciennement Shuanghui) est une entreprise chinoise spécialisée dans la production de viande. Le siège de WH Group se situe à Hong Kong. WH Group est le premier producteur mondial de porc.
WH Group est l’actionnaire majoritaire de Henan Shuanghui Investment & Development, la plus grande société chinoise cotée dont l'activité se situe dans la  préparation industrielle de viande, pour ce qui est de la capitalisation boursière.

## Histoire
En 1958, la Luohe Cold Storage (province du Henan, l'usine nationale de transformation de la viande, est établie. En 1977, cette usine est rebaptisée Luohe Meat Products Processing United Factory. En 1984, Wan Long, le président directeur général, prend en main l'opérationnel de l'usine. En 1989, la marque Shuanghui est créée. 3 ans plus tard, la première saucisse au porc de la marque Shuanghui pénètre les marchés chinois.
Dans les années 1980, la société a lourdement investi dans les nouvelles technologies d'abattage.
En 1998, Shuanghui Development fait son entrée à la bourse de Shenzhen.
En 2006, Goldman Sachs met la main sur 100 % de Henan Shuanghui Investment & Development, mais le gouvernement chinois s'oppose à un tel contrôle d'une entreprise étrangère sur une entreprise nationale, baissant sa participation à 25%. En 2007, Goldman Sachs, via sa holding Rotary Vortex, accroît sa participation dans Henan Shuanghui de 25 à 60,7%. En 2010, la société se restructure financièrement et rachète les actions détenues par Goldman Sachs. Ce rachat provoque l'enrichissement de plusieurs dizaines de managers de l'entreprise chinoise.
Shuanghui rachète en septembre 2013 Smithfield Foods, (propriétaire à cette époque via Campofrío Food Group des marques Aoste, Justin Bridou et Cochonou) pour 7,1 milliards de $, dette incluse. Via ce rachat, WH Group acquiert 37 % de Campofrío Food Group et souhaite augmenter sa participation en lançant une OPA de 695 millions d'euros. En décembre 2013, le groupe passe un accord avec le mexicain Sigma qui s'approprie 44,7 % des parts de Campofrio. Aujourd'hui le Groupe WH ne possède plus de parts du groupe Campofrio.
En janvier 2014, Shuanghui change de nom et devient WH Group.
En août 2014, le groupe fait son entrée à la bourse de Hong Kong, après avoir renoncé une première fois en avril de la même année. Dès septembre 2014, le groupe reçoit l'autorisation des services vétérinaires russes pour initier l'export de ses produits vers la Russie.

## Filiales
Le groupe est présent en Chine, en Europe et aux États-Unis par le biais de deux filiales :
- Smithfield Foods
- Shuanghui Development

## Direction
- Wan Long (万龙), président directeur général[17]
- Shuge Jiao, directeur non-exécutif
- Lijun Guo, directeur financier
- Larry C. Pope, président directeur général de Smithfield Foods